# Aurach (Regnitz, Mittelfranken)
 For alternative betydninger, se Aurach. (Se også artikler, som begynder med Aurach)
Aurach er en godt 35 km lang biflod fra venstre til Regnitz i Mittelfranken.

For at skelne den fra andre floder af samme navn, Aurach (Regnitz, Oberfranken) og Aurach (Rednitz), kaldes den også Mittlere Aurach (mellemste Aurach).

## Flodens løb
Aurach har sit udspring i Frankenhöhe vest for Klausaurach (i kommunen Markt Erlbach), løber blandt andet gennem kommunen Aurachtal og byen  Herzogenaurach, og munder lidt nedenfor Frauenaurach ud i Regnitz.
Fra Herzogenaurach til Erlangen er der cykelruter gennem Aurachtal.